# Виноградовка (Вяземский район)
В Хабаровском районе тоже есть село Виноградовка.
Виногра́довка — село в Вяземском районе Хабаровского края России. Село находится в пограничной зоне, въезд по пропускам.

## География
Село стоит на правом берегу реки Уссури.
Дорога к селу Виноградовка идёт на запад от трассы «Уссури» и села Котиково через станционный посёлок Котиково, расстояние до трассы «Уссури» около 8 км. Расстояние до административного центра района города Вяземский (на север по трассе «Уссури» от села Котиково) около 28 км.

## История
До 1925 года село Виноградовка, так называемая старая Виноградовка, располагалось против станции Котиково. Виноградовцы с трудом обходились недостаточными выпасами и сенокосными лугами, но мирились, арендуя их у жителей села Венюково. Основная проблема в селе — недостаток питевой воды, несмотря на принятые меры, глубокие колодцы (свыше 30 метров) давали мало воды, а выкопанный пруд часто обсыхал и застаивался.
В 1925 году, после первого землеустройства в районе, участок земли по реке Уссури от 6-го километра новой Кедровской границы до реки Китайки был отрезан у казаков и отдан под село Виноградовка.

## Население
| 1926 | 1992 | 2002 | 2010 | 2011 | 2012 | 2021 |
| ---- | ---- | ---- | ---- | ---- | ---- | ---- |
| 279  | ↗293 | ↘242 | ↘198 | →198 | ↘195 | ↘140 |

## Образование
- МБДОУ детский сад с. Виноградовка.

## Инфраструктура
- Фельдшерско-акушерский пункт
- МБУК «Луч»
- Бикинская дистанция пути. Передвижная часть 7.